# Java-Leopard
Der Java-Leopard (Panthera pardus melas) ist die kleinste Unterart des Leoparden. Sein Verbreitungsgebiet befindet sich auf der indonesischen Insel Java. Es erstreckte sich einst über die komplette Insel und einige kleine Nachbarinseln. Der Java-Leopard ist heute vom Aussterben bedroht, der Gesamtbestand in freier Wildbahn umfasst wohl weniger als 250 Tiere, eventuell sogar weniger als 100.

## Merkmale

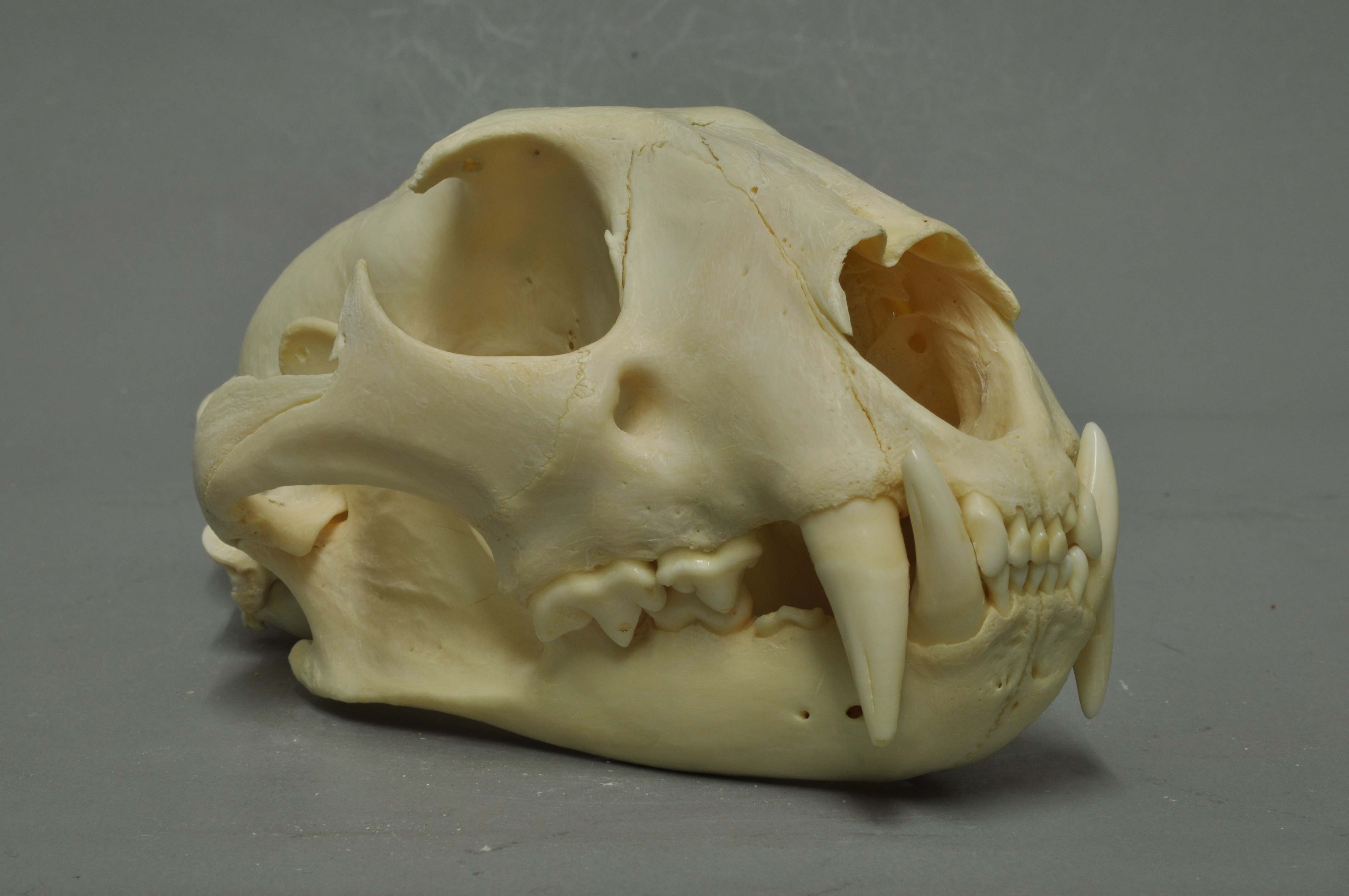
Schädel (Sammlung Museum Wiesbaden)

Der Java-Leopard erreicht eine Kopf-Rumpf-Länge von bis zu 140 cm und eine Höhe von 80 cm. Der Schwanz ist zwischen 50 und 60 cm lang, und sein Gewicht beträgt bis zu 80 kg. Seine Lebenserwartung liegt bei 20 Jahren. Von anderen Leoparden-Unterarten unterscheidet sich der Java-Leopard durch seinen kleineren Körperbau, ein dichtes, kurzes Fell und kleine, eng aneinander liegende, schwarze Rosetten. Seine Fellfarbe variiert von ockergelb bis rotbraun. Bei dieser Unterart treten besonders häufig Schwärzlinge auf, so genannte Panther, diese Farbform wird rezessiv weiter vererbt.
Der Java-Leopard nimmt unter den Leoparden eine besondere Stellung ein, denn neuesten Studien zufolge bildet er die Schwesterlinie zu allen anderen asiatischen Leoparden, was ihn zugleich zum urtümlichsten Vertreter aller Leopardenunterarten macht. Dies ist auf die Isolierung auf Java zurückzuführen.

## Verbreitungsgebiet und Bestand
Aufgrund der starken Bejagung und der Zerstörung seiner Lebensräume ist der Java-Leopard heute stark vom Aussterben bedroht. Durch die hohe Bevölkerungsdichte auf Java kommt es zwangsläufig zu Konflikten mit der Großkatze.
Die Bestandsdichte des Leoparden in Javas Gunung Gede Pangrango National Park wurde auf ein Individuum pro 6 km², im Gunung Halimun-Salak National Park auf ein Individuum pro 6,5 km², geschätzt.
Bestätigte Vorkommen sind aus folgenden Nationalparks bekannt: Ujung Kulon NP, Gunung Gede Pangrango NP, Gunung Halimun-Salak NP, Ciremai NP, Merbabu NP, Merapi NP, Bromo Tengger Semeru NP, Meru Betiri NP, Baluran NP und Alas Purwo NP. Rechnet man die Ausdehnungen dieser Parks zusammen, ergibt sich eine Fläche von nur 2.267,9–3.277,3 km² für die Tiere. Wenn man die oben genannte Populationsdichte als Richtwert nimmt, ergibt sich eine potentielle Bestandsdichte von 363 bis 525 Leoparden, die die Parks fassen können.
Der Java-Leopard zählt zu den am meisten bedrohten Katzen-Unterarten und wird von der IUCN als critically endangered (vom Aussterben bedroht) eingestuft.

## Lebensweise
Der Java-Leopard lebt wie alle Leoparden einzelgängerisch und ist tagsüber häufig auf Bäumen zu finden, da er vorwiegend nacht- und dämmerungsaktiv ist. Sein Nahrungsspektrum besteht hauptsächlich aus Fleisch; gejagt werden vor allem Affen, Nagetiere, Reptilien und Vögel. Durch die Bedrohung des Mähnenhirsches (Rusa timorensis) geht dem Java-Leoparden ein wichtiger Bestandteil seiner Beutetiere verloren. Er schleppt seine Beute zum Verzehr auch auf Bäume.

## Haltung in menschlicher Obhut
In Europa ist der Java-Leopard nur noch im Tierpark Berlin, im Zoo Prag, im Bioparc de Doué-la-Fontaine und in Pairi Daiza zu sehen. Während im Tierpark Berlin derzeit zwei Tiere leben, beherbergt der Zoo Prag, der Bioparc de Doué-la-Fontaine und im Zoo Pairi Daiza	 jeweils ein männliches Tier aus der Nachzucht des Berliner Tierparks. Am 16. Januar 2012 kamen im Berliner Tierpark ein männliches und ein weibliches Jungtier zur Welt (Erstzucht).